# O Juramento dos Horácios
O Juramento dos Horácios (1784) é uma obra do pintor francês Jacques-Louis David. Apesar de ter sido pintado cinco anos antes do começo da Revolução Francesa, ilustra os ideais artísticos do neoclassicismo.
Mostra três irmãos fazendo a saudação romana, com a qual juram que lutarão pela  Monarquia Romana, embora sua decisão traga sofrimento a suas famílias. A pintura simboliza o princípio segundo o qual o dever público, o sacrifício pessoal, o patriotismo e a defesa das convicções tomadas em consciência são valores superiores à própria segurança, ou seja, aos seus interesses.